# Nicola Venchiarutti
Nicola Venchiarutti is een Italiaans wielrenner.  

## Biografie
Van 2017 tot en met juli 2019 reed Venchiarutti voor de Italiaanse ploeg Cycling Team Friuli. Voor dit team wist hij La Popolarissima en een etappe in de Baby Giro te winnen. Vanaf 2019 dat jaar werd hij stagiair bij Androni Giocattoli-Sidermec. Hier won hij in september de Ruota d'Oro. Alle drie de keren won hij in een sprint. 
In 2020 reed hij het Italiaans kampioenschap wielrennen en Milaan-San Remo. In beide koersen gaf hij voor het einde op.

## Overwinningen
2019
La Popolarissima
8e etappe Baby Giro
Ruota d'Oro

## Resultaten in voornaamste wedstrijden
| Jaar | Ronde van Italië | Ronde van Frankrijk | Ronde van Spanje |
| ---- | ---------------- | ------------------- | ---------------- |
| 2020 |                  |                     |                  |
| 2021 | 132e             |                     |                  |

| Jaar | Milaan-San Remo | Ronde van Lombardije | Strade Bianche |
| ---- | --------------- | -------------------- | -------------- |
| 2020 | opgave          |                      |                |
| 2021 | 122e            | opgave               | buit.tijd      |

## Ploegen
2019 –  Cycling Team Friuli
2019 –  Androni Giocattoli-Sidermec (stagiair vanaf 1 augustus)
2020 –  Androni Giocattoli-Sidermec
2021 –  Androni Giocattoli-Sidermec
2022 –  Work Service Vitalcare Vega
Belletti · Benfatto · Bisolti · Busato · Cardona · Cattaneo · Fedrigo · Flórez · Mar. Frapporti · Mat. Frapporti · Gavazzi · Masnada · Montaguti · Muñoz · Pelucchi · Rivera · Rumac · Spreafico · Vendrame · Viel · Bais (stagiair) · Ravanelli (stagiair) · Venchiarutti (stagiair)
Bagioli · Bais · Belletti · Bisolti · Cepeda · Chirico · Flórez · Frapporti · Gabburo · Gavazzi · Muñoz · Pacioni · Pelikán · Pellaud · Ravanelli · Restrepo · Rivera · Rumac · Spreafico · Venchiarutto · Viel